# 梁伦
梁伦（1921年7月—），别名梁汉伦。广东高要人，生于广东佛山，中国舞蹈编导家、教育家，中国舞蹈家协会原副主席。